# 黒須あゆ美
黒須 あゆ美（くろす あゆみ、1984年10月12日 - ）は、埼玉県出身の元女優。血液型はO型。

## 出演

### テレビドラマ
- 不機嫌なジーン（フジテレビ、2005年）
- ドラゴン桜（TBS、2005年）
- 白夜行（TBS、2006年）
- 下北サンデーズ（テレビ朝日、2006年）
- 霊能力者 小田霧響子の嘘（テレビ朝日、2010年）
- 似顔絵捜査官001号（NHK BSプレミアム、2012年）

### 舞台
- 第17BH研究開発部 - 主演 立花 あすか役
- 劇団ノーティーボーイズ「頓狂するは我にあり」- 赤坂結衣役
- ハーモニー - 三浦いずみ役
- BB団「TAKEMITSU」 - 主演 タケナカヒトミ役
- BB団「VERSUS」 - ヒロイン 深田リエ役
- BB団「アンジェラ」 - バルバラ役
- BB団「MARIONETTES」 - シヴァ役
- ビリガキ - 主演 相原良子役
- 密室のゲーム 確率捜査官御子柴岳人 - ヒロイン 新妻友紀役
- BB団「渾沌鶏〜マロカレタルトリ〜」 - 主演 牛若役
- Innocent Sphere「23分後」 相沢志乃役
- 舞台「遙かなる時空の中で2」（2011.6/3 - 12 全労済ホールスペース・ゼロ）平千歳役
- Z団「半おに戦奇譚-AMAGI-改」 十六夜役
- Z団番外公演「満天のパティシエ」 大林静香役
- 舞台「遙かなる時空の中で2」再演 （2012.5/30 - 6/3 全労済ホールスペース・ゼロ）平千歳役
- Grick×InnocentSphere×JP「ディス・ワンダーランド」青山円形劇場
- 大統領師匠vol.3 「日本」
- トウキョウ演劇倶楽部プロデュース<番外>公演Vol.1「追憶のドライブ」- 柊いのり役
- メディア・ワークスプロデュースvol.3「ハッピーエンド・チェイサー」- ヒロイン 明石玲奈役
- トウキョウ演劇倶楽部プロデュース公演vol.5「to U 〜友情を超えた狂気を君に贈る〜」（2014.4/12 - 20 池袋あうるすぽっと）大場咲役
- 大統領師匠vol.4「ドイツ」
- 大統領師匠ライブvol.1「コクーンの裏から」

## 著書
- 本当の「居場所」が分からない大人へ〜なぜ、「友だち」や「仲間」に違和感を覚えるのか？〜

## 脚本
- Z団Jr.「アリスのいた世界」
- Z団Jr.「私の嘘、僕の嘘」

## Web TV
- AKIBA 伝えたい！放送局 MC